# Штампарство и књижарство у Европи од 16. до 19. века
Након што је Јохан Гутенберг осмислио технику штампања покретним словима, у историји човечанства дошло је до велике прекретнице. Прва књига коју је одштампао била је Библија на латинском језику. Инкунабуле, односно књиге у повоју, су књиге настале у првих 50 година од појаве штампе, па све до 1501. године. Штампарије настале након Гутенбергове отварају се у Стразбуру и Бамбергу 1460, Келну 1466, Аугзбургу 146, Улму 1473. и Лајпцигу 1481. године. Одатле се штампарство шири и ка Италији, и тако Венеција убрзо постаје центар штампарства, а поред ње Париз се сматрао другим важним средиштем штампарства. По једном издању било је штампано око 500 примерака, па се сматра да је до 1500. године постојало 1200 штампарија и 13 милиона штампаних књига доступних за читање. Задржавајући у почетку карактеристике рукописних књига које су по садржају претежно биле религиозног карактера, без насловне стране, богате илуминацијама, штампане књиге учествовале су у мењању световне и духовне слике Европе. Међутим, крајем 15. века штампане књиге мењају своју форму, па се тако уводи насловна страна, која се чак и илуструје, први пут се ставља име аутора година и место штампања, формат се смањује, развија се библиографска манжета и стилови повезивања. Развој књижарства пратио је развој штампарства и допринео расту читалачке публике. Ипак, дистрибуција књига довела је до ширења идеја, које су често биле неприхватљиве од стране црквених и световних власти, што је директно довело до спаљивања и прогона књига.

## Немачка
1519. године М. Лотер у Витенбергу отвара штампарију како би подржао идеје Мартина Лутера. Наредних година објављује сва Лутерова дела и на њима се веома богати. 1520. године штампа Лутеров текст Отворено писмо Хришћанском племству немачког народа о реформи хришћанске цркве у 4000 примерака, а наредних 5 година штампа још 16 издања. У Немачкој се у већим градовма поћевши од 1494. године отварају се сајмови књига. Први сајам отворен је у Франкфурту. Георг Вилер је 1567. године кренуо да издаје каталоге књига које су продаване на овом сајму, а ова традиција трајала је све до 1750. године. Лајпцишки сајам је само Немачки сајам и нјегова популарност креће да опада почетком 17. века због верских ратова у Немачкој. За 18. век значајан је Јохан Хајнрих Цедлер, који је почео да објавлјује свој лексикон под називом Светски лексикон наука и уметности, 1732. године. Цедлер је у 64 издања овог лексикона покушао да обухвати целокупно људско знање из различитих области науке и уметности.

## Италија
Алдо Мануцијев унук наставља да држи штампарију свога деде, одлази у Рим и отвара штампарију 1651. године. У Ватикану је такође отворена штампарија 1559. године и сматра се званичном ватиканском штампаријом. 1626. године такође је отворена штампарија Конгрегације за пропаганду вере. У 18. веку постаје најмоћнија штампарија у Европи.

## Француска
Прва половина 16. века сматра се златним добом француског штампарства. Ипак, у 17. веку Париз није ни приближно тако моћан штампарски центар као у 16. веку зато што су краљев апсолутизам и цензура били јако строги. До половине 18. века краљ и његови цензори ограничили су штампарије само на град Париз. Постојала је краљевска штампарија у Лувру и цензура је била веома строга. Све је било под краљевом контролом чак је именовао и краљевске цензоре. Најзначајније дело настало у Француској је позната француска енциклопедија под називом Енциклопедија или речник науке, уметности и друштва. Ова енциклопедија је почела да излази 1751. године и излазила је све до 1780. године. Састојала се из 17 свезака, 5 додатних свезака, и 2 свеске регистра. Ових 5 додатних свезака су доказ да су се још у доба просветитељства многи подаци у наукама мењали. Начин приказиванја у енциклопедији је веома слободан па се и она нашла на удару цензуре. Данас се зна за 78 сарадника који су учествовали у изради енциклопедије. У изради енциклопедије учествовали су и цењени људи попут Русоа, Монтескјеа, Волтера.. Део новца за штампање енциклопедије успели су да прикупе поступком пнеумерације, што значи прикупљање новца од лјуди који су заинтересовани за будуће издање. Иако је њено штампање било забрњено одштмпано је 24900 комплета. Штампање енциклопедије подстакло је развијање рационалистичких погледа на свет. Просветителјство које је било заступљено читав 18. век и половину 19. века, пружило је људима личну слободу и грађанску једнакост.

## Холандија
Од почетка 16. века Холандија је економски била веома јака и једна од најлибералнијих земаља. Католици и протестанти живели су заједно, атмосфера је била толерантна, а цензура блага. Богати људи улагали су у уметност и науку, а нове идеје су се радо прихватале. Може се рећи да је то био златни век издаваштва и штампарија у Холандији. Антверпен је био центар штампарства и најбогатији град Европе. Кристоф Плантин долази у Антверпен и почиње каријеру издавача и штампара. Штампао је све, римске класике, Библије, нова издања... За 34 године објавио је 2000 наслова. Књиге су биле намењене читаоцима у Холандији, али и широм Европе. Завештао је своју штампарију Јану Моретусу од којег креће даљи развој ове издавачке куће. Последњи потомак ове куће продао је своје презиме граду Антверпену 1876. године. Издавачка кућа Плантин-Моретус радила је свеукупно од 1549. до 1876. године. Конкурентска фирма била је Елзевир-Лодовик. Елзевир 1583. године оснива штампарију у Лајдену. Током 17. века ова издавачка кућа доживљава процват, представништва су имали у Лондону, Перуђи, Франкфурту. Последњи члан ове фирме умро је 1712. године и са њим је угашено ово предузеће.

## Енглеска
У 18. веку,1771. године, у Енглеској излази Енциклопедија британика. То је прво издање и састојало се из 3 свеске. Први пут је штампана у Единбургу, и одмах је стекла велику популарност. 1801. године имала је 20 томова, а данашње- 15 издање има 32 тома. Најновије издање има и своју електронску верзију, и сматра се да ће оно бити последње штампано издање. У 20. веку право на објављивање Енциклопедије британике откупили су Американци, па је седиште објављивања данас у Њујорку.